# Estrató de Sidó
Estrató (en llatí Straton, en grec antic Στράτων) fou un rei de Sidó a Fenícia que es va destacar pel luxe i la voluptuositat amb la qual va voler competir amb el seu contemporani el rei Nicocles de Salamina (a l'illa de Xipre), segons Ateneu de Naucratis.
Alexandre el Gran, Ddesprés de la conquesta de Sidó el va deposar per haver fet costat a Darios III de Pèrsia i la corona donada a un jardiner reial de nom Abdalònim. Per un error apareix com a rei de Tir als escrits de Quint Curti Ruf i Diodor de Sicília.